# Villa Giustiniani Massimo
La villa Giustiniani au Latran, aussi appelée la villa Massimo, du nom du propriétaire au XIXe siècle, est une villa du XVIIe siècle située à Rome.

## Description et histoire
Elle fut commandée par le marquis Vincenzo Giustiniani, prince de Bassano, et dépositaire de la Chambre apostolique, après avoir acquis en 1605 un terrain cultivé dans le vignoble pour en faire une résidence citadine (casino). D'après un projet de l'architecte Carlo Lambardi (it), la villa est décrite par Filippo Titi, protonotaire apostolique catholique romain italien et historien de l'art, dans son œuvre Descrizione delle pitture, sculture e architetture esposte al pubblico in Roma : opera :

« Sul canto dello stradone di s. Giò Laterano, che conduce a S. Maria Maggiore, a mano destra è posta questa Villa, che ha un portone di magnifica architettura di Carlo Lambardi. Il casino è architettata del Borromino, e dentro ad esso, e per la villa sono sparsi molti marmi antichi tanto di statue, e busti, quanto di bassirilievi, tra i quali uno era il più bello, e il più conservato, che ci sia rimasto dall'antichità, è un bassorilievo scolpito intorno ad un gran vaso, collocato in cima ad un viale, e che si trova intagliato nel libro de' bassirilievi antichi, che si vende nella Calcografia Camerale a Monte Citorio. »

De cette collection, aujourd'hui dispersée entre divers musées et collections privées, il reste in situ la supposée « statue de Justinien », un pastiche commandé en 1638 par le prince Andrea Giustiniani à Arcangelo Gonnelli de créer une œuvre soulignant l'ascendance revendiquée de la famille sur l'empereur Justinien. Il a choisi un torse colossal sans tête de marbre grec, puis a fait ajouter la tête, représentant un portrait juvénile de Marc Aurèle. La statue, haute d'environ quatre mètres, a été placée à son emplacement actuel en 1742 par Giovan Battista Giustiniani, comme l'annonce l'épigraphe sur le côté sud de la demeure.
Lorsque la villa a été vendue en 1802, le nouveau propriétaire, Carlo Massimo, a donné à l'intérieur du casino l'aspect qui est toujours actuellement visible. Il décida de faire peindre des fresques dans les trois pièces du rez-de-chaussée avec des scènes tirées de différentes œuvres de l'Arioste, Le Tasse et Dante Alighieri : elles ont été réalisées par des artistes du mouvement des Nazaréens.
En 1848 la villa passa aux Lancellotti, qui, en 1871, à la suite du projet de développement du quartier de l'Esquilin, vendèrent le grand parc comme zone de terrain à bâtir. Le parc a alors commencé à disparaître sous l'extension de la ville. En 1885, le portail monumental du mur de la villa a été remis à l'État. Il a été repositionné en 1931 devant l'entrée de la villa Celimontana sur le Cœlius, où il se trouve encore.
Les Franciscains s'y sont installés en 1948 comme résidence pour la délégation italienne de la custodie de Terre sainte.

## Galerie

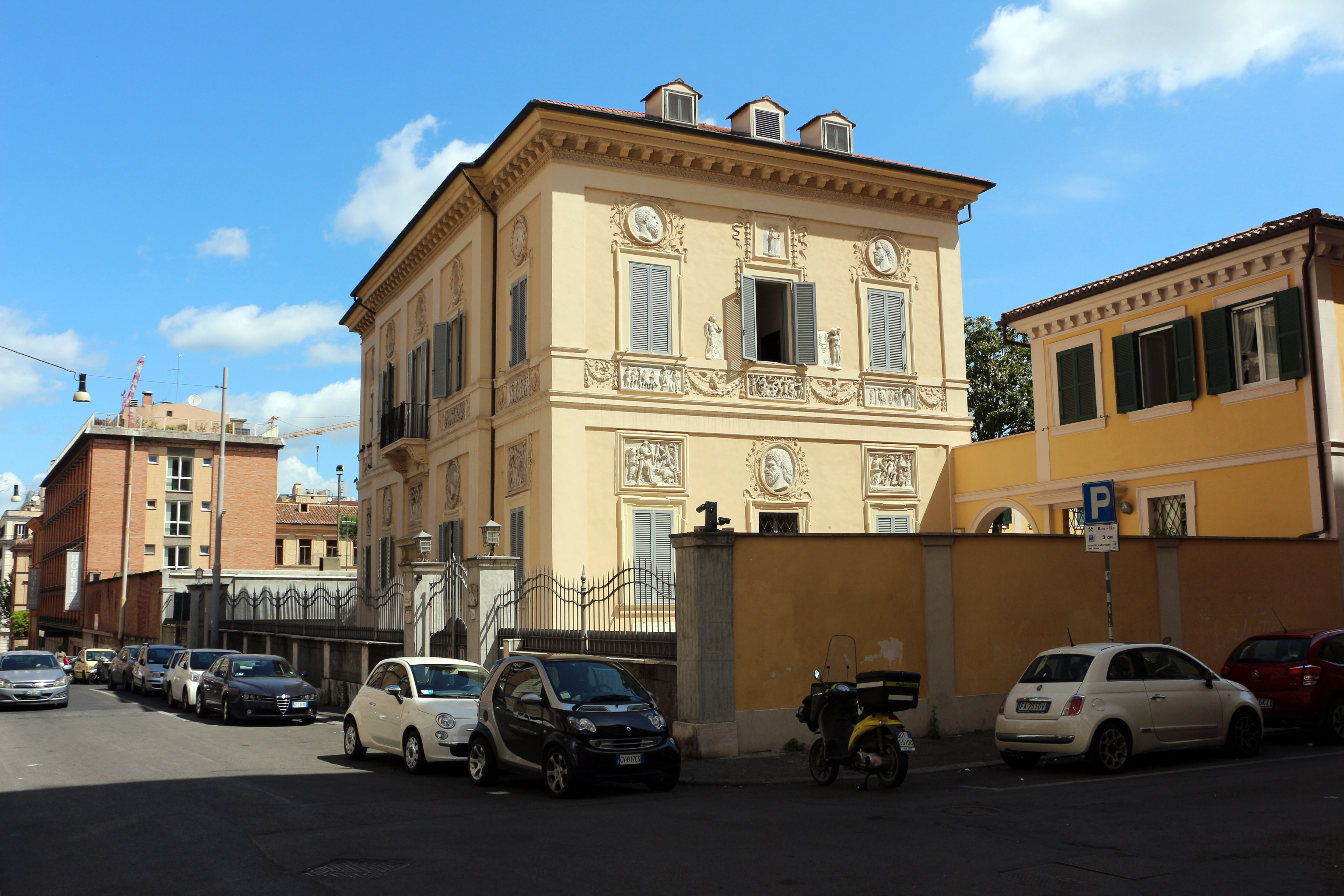
La villa dans son environnement urbain.
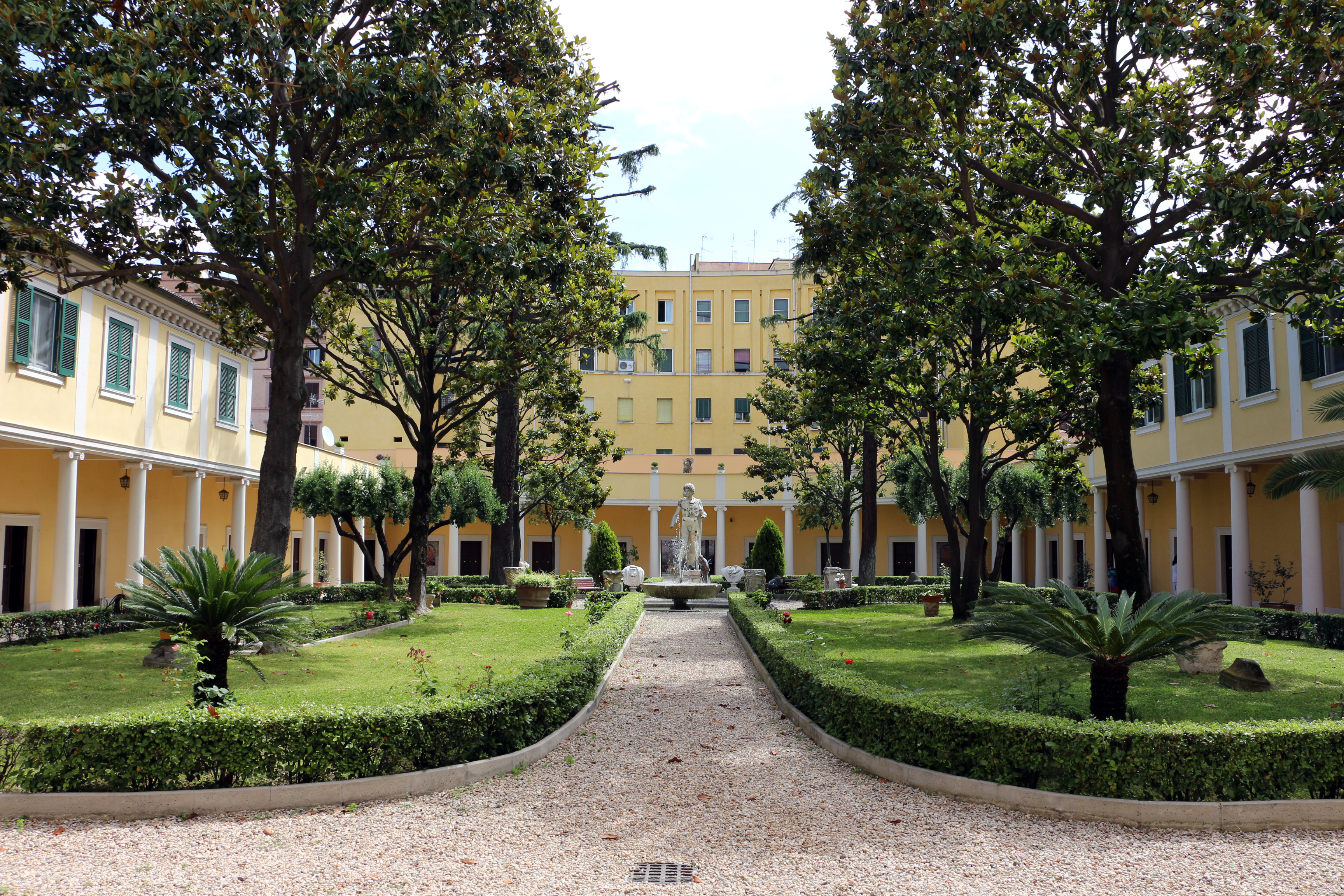
Le jardin du casino.
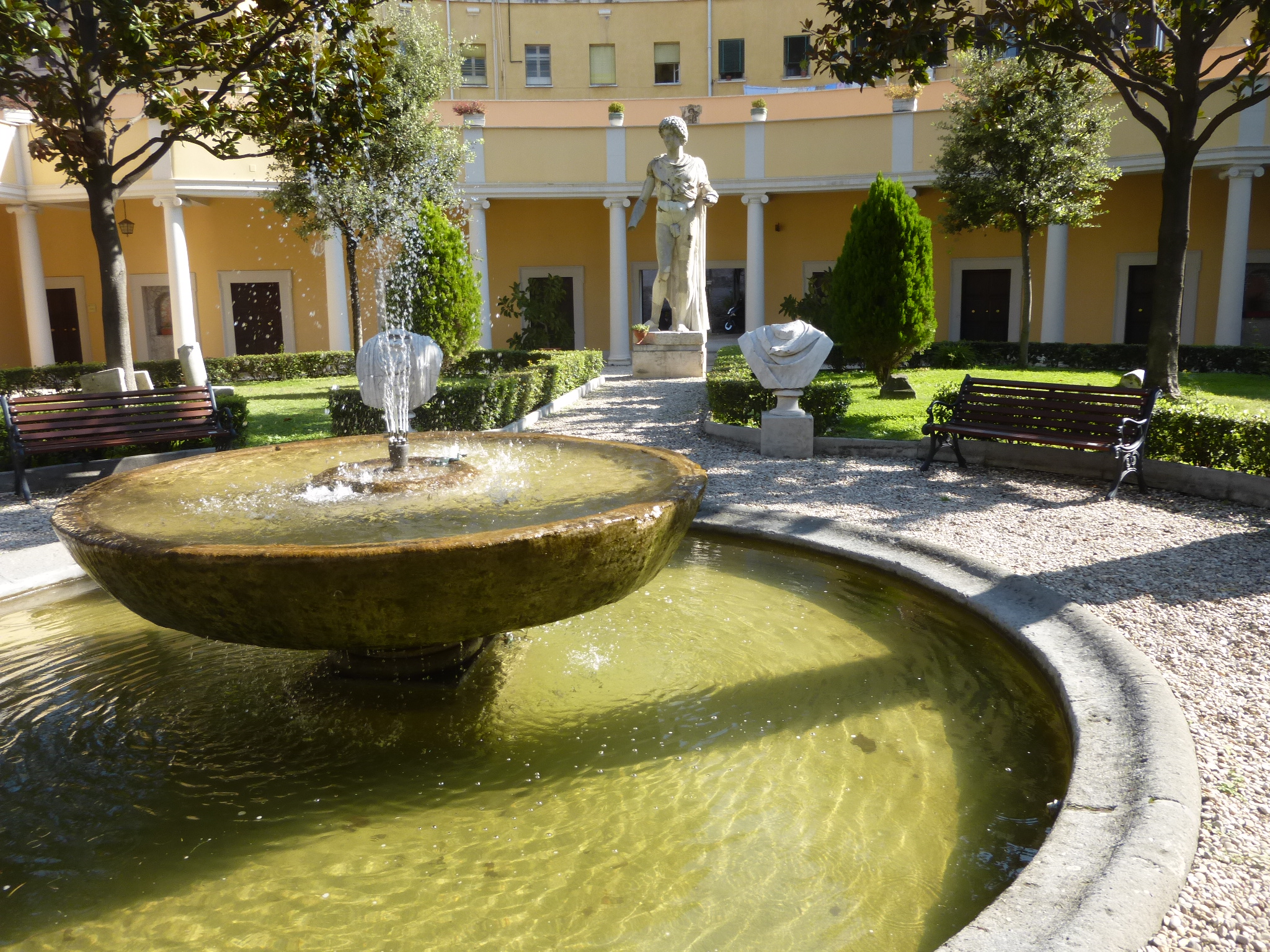
Fontaine et statue.

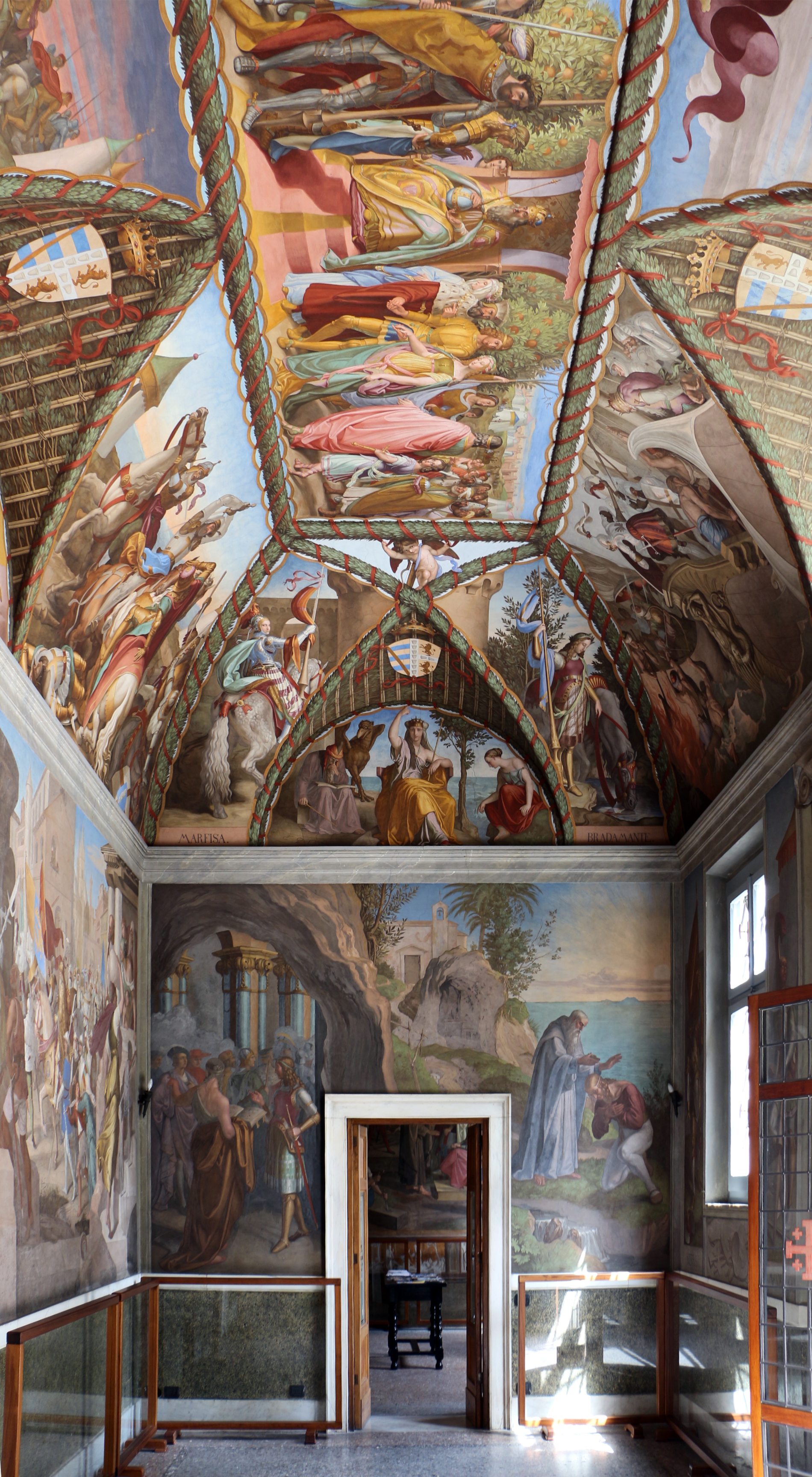
Salle de l'Arioste.
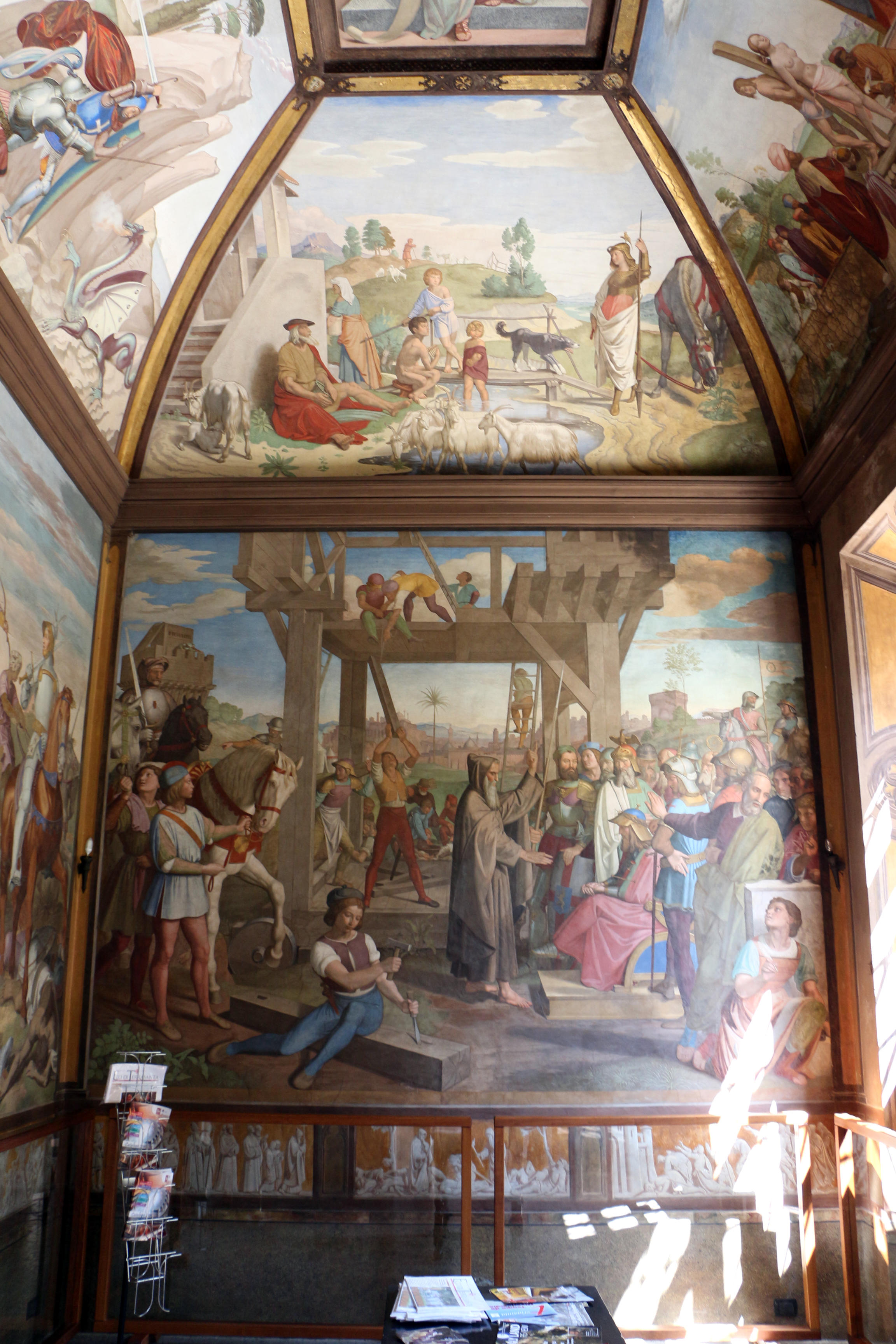
Salle de Le Tasse.
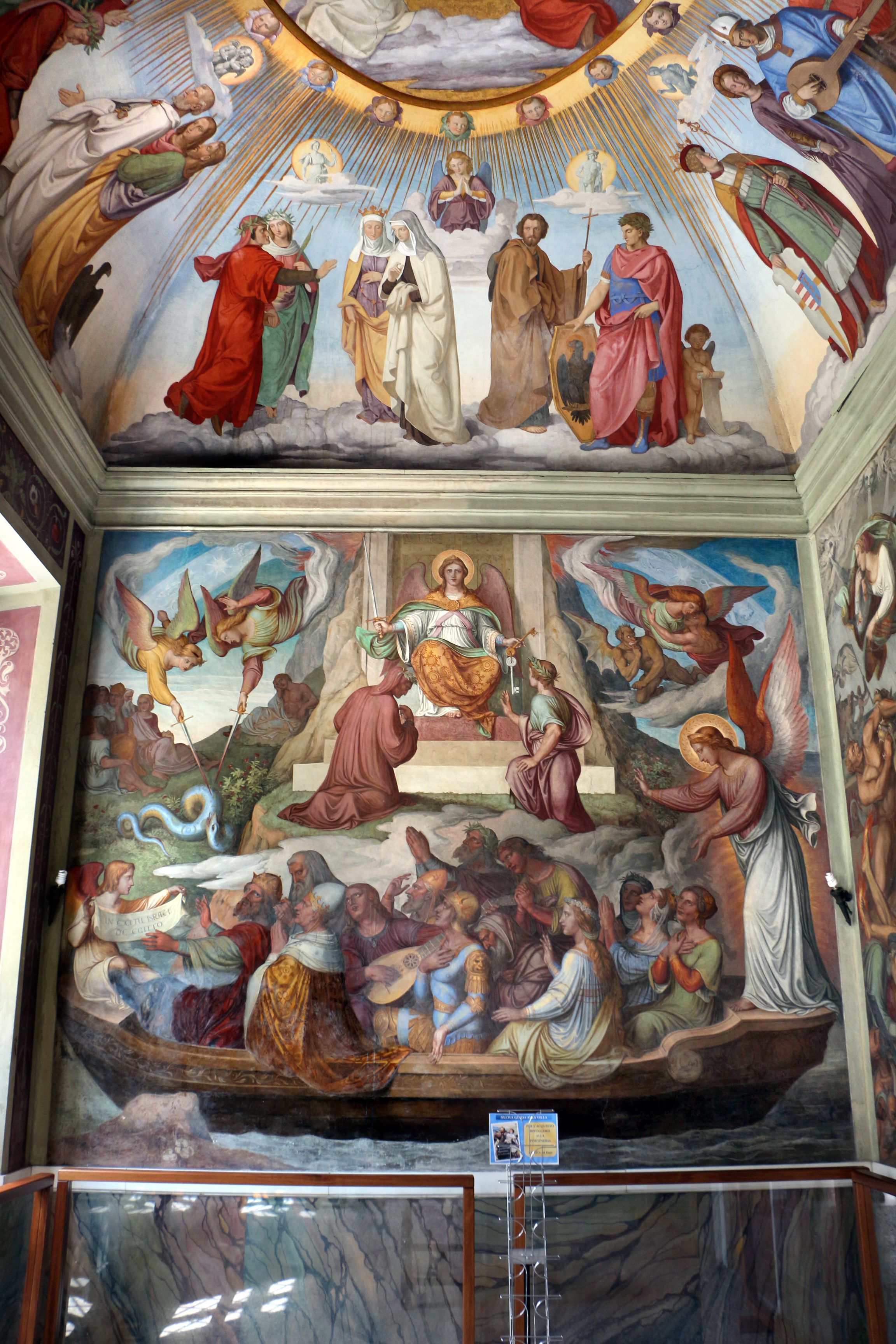
Salle de Dante Alighieri.